# Akkanahalli, Channarayapatna
Akkanahalli là một làng thuộc tehsil Channarayapatna, huyện Hassan, bang Karnataka, Ấn Độ.